# UEFA Super Cup 2015
UEFA Super Cup 2015 var den 40. udgave af UEFA Super Cup. Kampen blev spillet imellem vinderne af UEFA Champions League 2014-15, FC Barcelona, og vinderne af UEFA Europa League 2014-15, Sevilla FC, på Boris Paichadze Dinamo Arena i Georgien den 11. august 2015.
I ordinære tid spillede de to hold 4-4.
I den forlængede spilletid scorede den spanske mesterklub med fem minutter tilbage, et mål der blev scoret af Pedro Rodríguez, og herefter stod det klart at Barcelona skulle vinde titlen igen.

## Stadion
Boris Paichadze Dinamo Arena blev udnævnt som vært den 5. marts 2014. Det var første gang, at Super Cup blev spillet i Georgien.